# جواز سفر ناورو
جواز سفر ناورو هو وثيقة السفر الدولية التي يتم إصدارها لمواطني ناورو.

## متطلبات التأشيرة
اعتبارًا من 2 يوليو 2019 كان مواطنو ناورو يتمتعون بالدخول بدون تأشيرة أو تأشيرة عند الوصول إلى 85 دولة وإقليم، مما جعل جواز سفر ناورو يحتل المرتبة 61 من حيث حرية السفر وفقًا مؤشر هينلي لجوازات السفر.